# ايسي ايوو
ايسي ايوو والتي تعني ترجمته رأس الخاروف ( (بالإنجليزية: Goat's head)‏ هو طبق إيغبو تقليدي مصنوع من رأس ماعز .

## المكونات
رأس الماعز ، جوزة الطيب كالاباش المعروفة أيضًا ببذور إهو ، البصل ، البوتاس ، زيت النخيل ، أوراق أوتازي ، أوغبا مطلوبة لطهي شوربة إيسي إيو 

## التحضير
يُغلى اللحم حتى ينضج داخل قدر. يستخدم قدر الضغط في الغالب بسبب صلابة لحم الماعز.
يضاف البصل المبشور ,التوابل ,الفلفل والملح إلى زيت النخيل السميك المصنوع من خليط البوتاس في وعاء آخر بالكامل عن طريق إضافة خليط البوتاس عن طريق إضافة الماء إليه.
رأس الماعز ، دماغه منفصل (مهروس بالهاون) ، جوزة الطيب كالاباش ، الأوغبا تضاف أيضًا إلى زيت النخيل الكثيف بعد بضع دقائق.
يتم تقديم ايسي ايوو مع شرائح البصل وأوراق اوتازي عند الانتهاء.